# Karl Hänny
Karl Hänny (* 13. Juni 1879 in Twann; † 12. April 1972 in Bipschal bei Ligerz) war ein Schweizer Bildhauer, Kunstmaler, Medailleur und Grafiker.

## Leben
Hänny besuchte von 1895 bis 1899 für viereinhalb Jahre die Abteilung für Kunstgewerbe am Technikum Biel, wo er eine Ausbildung als Stahlgraveur, Medailleur und Ziseleur abschloss. Als solcher lebte er in der Folge während zweieinhalb Jahren in Ulm, Wien und München, bevor er in die Schweiz zurückkehrte und in Bern an der Kunstgewerbeschule (heute die Schule für Gestaltung Bern und Biel) studierte. Im Winter 1903 besuchte er Auguste Rodin in Paris. Nach Abschluss seines Studiums war er 1905–1906 für anderthalb Jahre beim Karlsruher Bildhauer Wilhelm Sauer tätig, wo er selbständig diverse Bauplastiken ausführte, unter anderem am Schloss der Grafen Douglas in Gondelsheim. 1907 liess er sich in Bern nieder. Seit 1903 nahm er an wichtigen Kunstausstellungen in der Schweiz und in Deutschland teil, so in Bern, Lausanne, St. Gallen und Zürich, aber auch an der Berliner Secession und an der Schwarz-Weiss-Ausstellung (Berlin 1903) sowie im Münchner Glaspalast (1909, 1913). 1917 organisierte Hänny eine Kollektivausstellung im Kunsthaus Zürich. Hänny war einer der Gründer der Volkshochschule Bern, als deren erster Präsident er ab dem 16. Dezember 1920 amtete. In den 1950er Jahren siedelte er nach Ligerz um, wo er 1972 verstarb.

## Werk

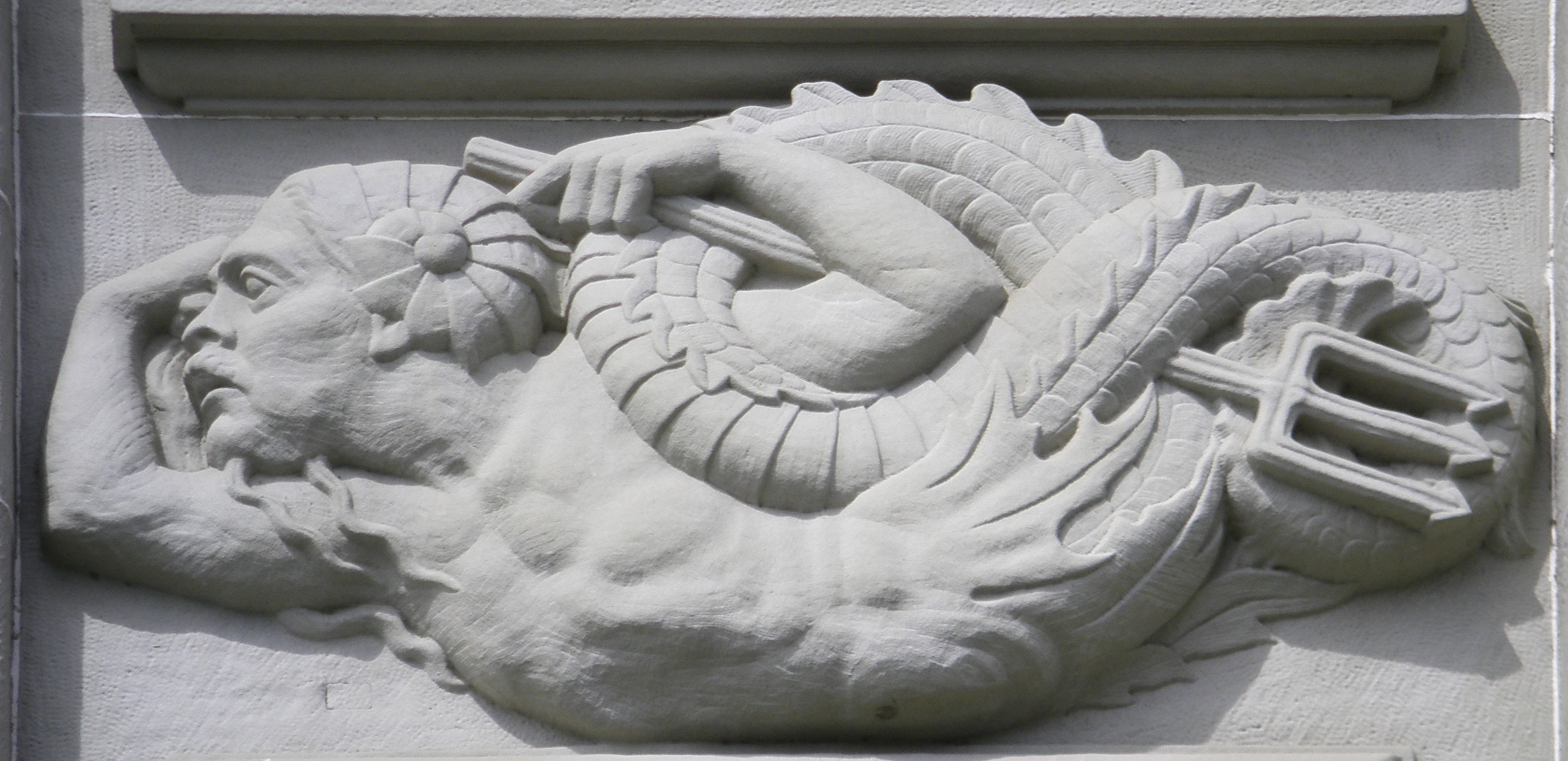
Baudekoration von Karl Hänny am Hauptsitz der Bernischen Kraftwerke am Viktoriaplatz in Bern.

Hänny war zeitlebens sowohl als grafischer Künstler wie auch als Bildhauer tätig. Als Maler bevorzugte er die Aquarelltechnik, schuf jedoch auch Öl- und Tempera-Gemälde und auch einige Glasmalereien. Als Grafiker produzierte er viele Holzschnitte und Radierungen, sowohl als eigenständige Werke als auch als Buchillustrationen, sowie etwa fünfzig Exlibri, wobei er auch die Lithografie und Stempelschnitte anwendete. Stilistisch ist sein Werk in diesen Bereichen dem Jugendstil und Frühexpressionismus zuzuordnen.
Als Bildhauer schuf Hänny zahlreiche Baudekorationen in der Schweiz, meist aus Kunststein. Beispiele sind das Haus zum Rösslitor in St. Gallen, das Verwaltungsgebäude der Bernischen Kraftwerke am Viktoriaplatz in Bern, und die Hauptpost und das Gebäude der Volksbank in Biel. Die meisten seiner Bauplastiken sind im Berner Raum zu finden. Daneben ist Hänny Schöpfer einer grossen Zahl von Einzelwerken (Denkmäler und Statuen in Stein; Büsten zumeist in Bronze) und auch von Kleinplastiken (meist Tierfiguren und eine Reihe Akte). Die meisten dieser Werke werden stilistisch der französischen Spätromantik und der realistischen Plastik zugeordnet.
Als Medailleur schuf Hänny über 400 Plaketten, überwiegend Portraits.

### Auswahl

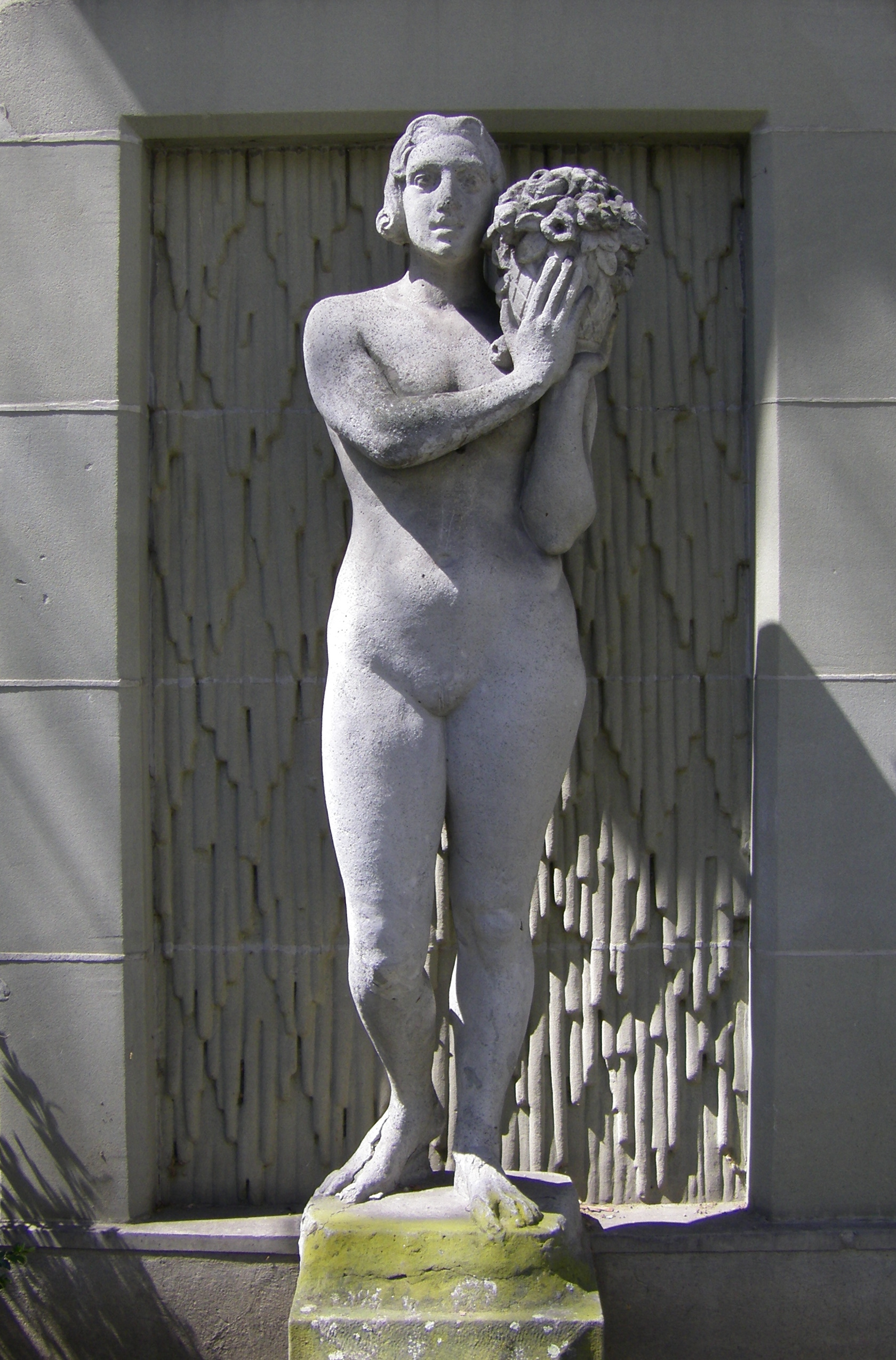
Flora (1930) an der Schwarztorstrasse 62, Bern.

Skulpturen: div. Brunnen, Brunnenfiguren, Statuen, Büsten, und Reliefs, darunter:
- Paar (um 1903/1904) und Portraitkopf von Gottlieb Stucki (um 1908/1909) auf dem Bremgartenfriedhof in Bern.[4]
- Brunnen mit Delphinen am Thunplatz in Bern (1911/12).
- Am Pranger, Bronze, Kunstmuseum Bern (1912).
- Selbstbildnis, Bronze (1912).[5]
- Ugolino-Gruppe, Kunststein (1916).
- Büste von Engelbert Arnold im Elektrotechnischen Institut der Universität Karlsruhe (1913). Ebenfalls Arnolds Grab.
- Denkmal des Bundesrichters Hermann Lienhard in Bözingen.
- Schwertzieher in Brugg.
- Europa auf dem Stier und Neptun auf Ross im Rosengarten Bern (1915–1918).[6][7]
- Skulpturen Schulhaus Munzinger in Bern (1918)[8][9]
- Ein Soldatendenkmal und Wehrmannbrunnen (1919) in Walenstadt.[6]
- Mutterschaft, (ehemaliges) Frauenspital, Schanzeneckstrasse, Bern (1923). Nicht erhalten?
- Büste des Nobelpreisträgers Theodor Kocher beim Inselspital, Bern (eingeweiht am 27. Juli 1927).
- Flora am Transformatorenhäuschen Schwarztorstrasse 62, Bern (Kunststein, 1930).[4][6]
- Büste von Eugen Huber (1932) im Bundesgericht in Lausanne.
- Büsten von Abraham Friedrich von Mutach,[4] von Schultheiss Karl Neuhaus (1934) und von Theodor Langhans (1946) an der Universität Bern.[6]
- div. Brunnen in Twann (1930er-Jahre), Glasmalerei in der Kirche (1933).[10]
- Bärenfigur auf dem Brunnen am Bärenplatz sowie div. weitere Brunnen in Ligerz.[11]
- Plakette mit Relief von Ulrich Zwingli am Zwinglibrunnen in Lisighus/Wildhaus (eingeweiht am 8. Juli 1951, Architekt Edwin Bosshardt aus Winterthur; Brunnen ausgeführt von Baumeisterei Fürer, Wildhaus).[12]

Grafiken:
- Elfenau, Radierung (1907)
- Sirene, Holzschnitt (1911)
- Dunkle Vision, Holzschnitt (1911)
- Am See, Radierung (1912)
- Der Treuherzige, Holzschnitt (1913)
- Berghexe, radierung (1913)
- Gleichklang, Radierung (1913)
- Ruedi und Willi, Radierung (1914)
- Inferno, Holzschnitt (1913–1916)
- Prometheus, Holzschnitt (1916)
- Friedenssehnsucht, Holzschnitt (1923)
- Bundesrat Karl Scheurer, Radierung (1930)
- Entwurf für die Chorfenster des Basler Münsters (1949)